# Małgorzata Cywińska
Małgorzata Cywińska – polska pedagog, profesor nauk społecznych, kierownik Zakładu Pedagogiki Dziecka Wydziału Studiów Edukacyjnych Uniwersytetu im. Adama Mickiewicza w Poznaniu.  

## Życiorys
Ukończyła z wyróżnieniem studia pedagogiczne na Uniwersytecie im. Adama Mickiewicza w Poznaniu. W 1994 roku obroniła rozprawę doktorską pt. Konflikty interpersonalne dzieci 5 i 6-letnich w toku aktywności zabawowej w przedszkolu. W 2005 roku otrzymała stopień doktora habilitowanego nauk humanistycznych w zakresie pedagogiki – wychowania przedszkolnego i nauczania początkowego na podstawie pracy zatytułowanej Konflikty interpersonalne dzieci w młodszym wieku szkolnym w projekcjach i sądach dziecięcych oraz dorobku naukowego. 28 września 2018 r. uzyskała tytuł profesora nauk społecznych. Jest  zatrudniona na stanowisku profesora w Zakładzie Pedagogiki Dziecka na Wydziale Studiów Edukacyjnych UAM, w którym pełni też funkcję kierownika. Ponadto była profesorem w Wyższej Szkole Pedagogiki i Administracji im. Mieszka I w Poznaniu. Jest członkinią Rady Dyscypliny Naukowej – Pedagogiki  Uniwersytetu im. Adama Mickiewicza w Poznaniu, Zespołu Edukacji Elementarnej Komitetu Nauk Pedagogicznych PAN, Światowej Organizacji Wychowania Przedszkolnego OMEP. Została odznaczona przez Ministra Edukacji Narodowej Medalem Komisji Edukacji Narodowej, a przez Prezydenta Rzeczypospolitej Polskiej Medalem Złotym za Długoletnią Służbę.